# Schrautershof
Schrautershof ist ein Gemeindeteil der Stadt Scheßlitz im oberfränkischen Landkreis Bamberg in Bayern.

## Geografie
Wenige hundert Meter nördlich der Einöde Schrautershof liegt die Giechburg, südlich Weingarten, westlich Peulendorf und östlich der Gügel.

## Geschichte
Auf dem zum Ort gehörenden Gelände wird eine Siedlung der Urnenfelderzeit vermutet.